# چلسی باکلند
چلسی باکلند (انگلیسی: Chelsea Buckland؛ زادهٔ ۲۰ ژانویهٔ ۱۹۹۰) بازیکن فوتبال اهل کانادا است.
از باشگاه‌هایی که در آن بازی کرده‌است می‌توان به باشگاه فوتبال ونکوور وایتکپس اشاره کرد.
وی همچنین در تیم ملی فوتبال زنان کانادا بازی کرده‌است.